# La Famille Trapp
Pour plus de détails, voir Fiche technique et Distribution.
La Famille Trapp (Die Trapp-Familie) est un film ouest-allemand de 1956 réalisé par Wolfgang Liebeneiner.

## Histoire
La Famille Trapp est un film écrit par Herbert Reinecker et mis en scène par Wolfgang Liebeneiner. Il est basé sur la biographie La Famille des chanteurs Trapp de Maria von Trapp.
Le rôle de Maria est incarné par Ruth Leuwerik et Georg Von Trapp est interprété par Hans Holt.
Ce film connaîtra une suite en 1958 : La Famille Trapp en Amérique. Ce second opus, basé sur la deuxième partie du livre La Famille des chanteurs Trapp de Maria Augusta Trapp, est également dirigé par Herbert Reinecker et produit par Wolfgang Liebeneiner ; Ruth Leuwerik et Hans Holt reprennent leurs rôles respectifs.

## Fiche technique
- Titre français : La Famille Trapp[2]
- Titre original : Die Trapp-Familie
- Réalisation : Wolfgang Liebeneiner
- Scénario : George Hurdalek et Maria von Trapp
- Dialogues : Herbert Reinecker
- Musique : Franz Grothe
- Direction musicale : Rudolf Lamy (direction du chœur)
- Directeur artistique : Robert Herlth
- Décors : Robert Herlth et Gottfried Will
- Costume : Brigitte Scholz
- Productions : Heinz Abel, Ilse Kubaschewski, Wolfgang Reinhardt et Utz Utermann
- Pays de production :  Allemagne de l'Ouest
- Langue : Allemand
- Affiche : Guy-Gérard Noël (France)

## Adaptations
C'est à partir d'un visionnage de ce film que naîtra la comédie musicale La Mélodie du bonheur créée à Broadway en 1959.